# Prisión de Pavoncito
Prisión de Pavoncito (también llamada "Cárcel de Pavoncito" o "Penal de Pavoncito") es un centro penitenciario ubicado en el país centroamericano de Guatemala. Está ubicado en el municipio de Fraijanes del departamento de Guatemala.  Formalmente se llama Centro de Detención preventiva para hombres reinstauración constitucional, Fraijanes. 
Pavoncito fue creado como un centro de detención preventiva, sin embargo, es utilizado tanto para resguardar a personas que cumplen una condena como aquellas que provisionalmente esperan la resolución de su proceso penal. 
Fundado en el año de 1988, se denomina Pavoncito debido a que se encuentra construida en la misma finca que la Granja Modelo de Rehabilitación Pavón, la distancia entre ambas es de un kilómetro aproximadamente, su tamaño es menor y originalmente fue creada para albergar a personas en prisión provisional o preventiva, contrario a Pavón que fue creada para resguardar a personas condenas.

## Sucesos
El de 22 de noviembre de 2008 medios reportaron una pelea entre miembros de bandas rivales que dejó siete reclusos muertos. Dos murieron por disparos y cinco habrían sido decapitados. La revuelta duró cinco horas antes de que las autoridades recuperaran el control.

## Clasificación
La ley del régimen penitenciario, decreto 33-2006 del Congreso de la República de Guatemala,  establece en el artículo 44 que el sistema penitenciario contara con dos tipos de centros de detención, las cuales serán: centros de detención preventiva y centros de cumplimiento de condena.
A su vez y de conformidad con la mencionada ley, según su artículo 46, los centros de detención preventiva se clasifican atendiendo al género de los reclusos, así establece que habrá centros de detención preventiva para hombres y centros de detención preventiva para mujeres.
De conformidad con lo establecido en dicho decreto y conforme a su uso actual, la prisión conocida como Pavoncito, es un centro de detención preventiva para hombres. 

### Centros de detención preventiva
De conformidad con lo establecido en la Constitución Política de la República de Guatemala de 1985 en su artículo 10, los centros de detención , arresto o prisión provisional, serán distintos a aquellos en que han de cumplirse las condenas.
Sin embargo en Guatemala esto último no se cumple, porque en los centros de detención preventiva existen personas cumpliendo condenas y en los centros de cumplimiento de condenas hay personas declaradas en prisión preventiva. Se ha llegado al colmo de que personas que han cumplido con su pena siguen estando privados de su libertad debido a la lentitud y descuido con que funciona el sistema.
Se entiende que una persona está destinada a ser recluida en un centro de detención preventiva cuando un juez penal decreta la medida de coerción de prisión preventiva, esto con motivos de la tramitación de un proceso penal en su contra en el cual se ha determinado que resulta peligroso otorgarle una medida sustitutiva distinta por la posibilidad de que el procesado obstaculice la averiguación de la verdad o se escape del país, se esconda o evada la persecución penal.  Pese a ello aun es considerado legalmente como inocente pues no se ha cumplido con los requisitos para la destrucción de ese estado que señala la constitución de la república, que es ser citado, oído y vencido en juicio. Esto de conformidad con el artículo 259 del Código Procesal Penal Guatemalteco y el artículo 12 de la Constitución Política de la República de Guatemala. 
Se entiende que una persona está destinada a ser recluida en un centro de cumplimiento de condenas, cuando se ha seguido un proceso penal y luego de la etapa del juicio se ha emitido una sentencia condenatoria que le declara culpable de la comisión de un delito que merezca la aplicación de una pena principal de prisión. Con la salvedad de que dicha sentencia debe estar debidamente ejecutoriada, es decir no pendiente de la resolución de recurso alguno que cambie su sentido. Esto de conformidad con el artículo 392 del Código Procesal Penal Guatemalteco, decreto 51-92 del Congreso de la República de Guatemala. 

#### Objetivos de los centros de detención preventiva
De acuerdo con el artículo 49 de la ley del régimen penitenciario: Los Centros de Detención Preventiva serán destinados para protección y custodia de las personas privadas de su libertad por decisión judicial, con el fin de asegurar su presencia dentro del proceso correspondiente.